# Kandi K27

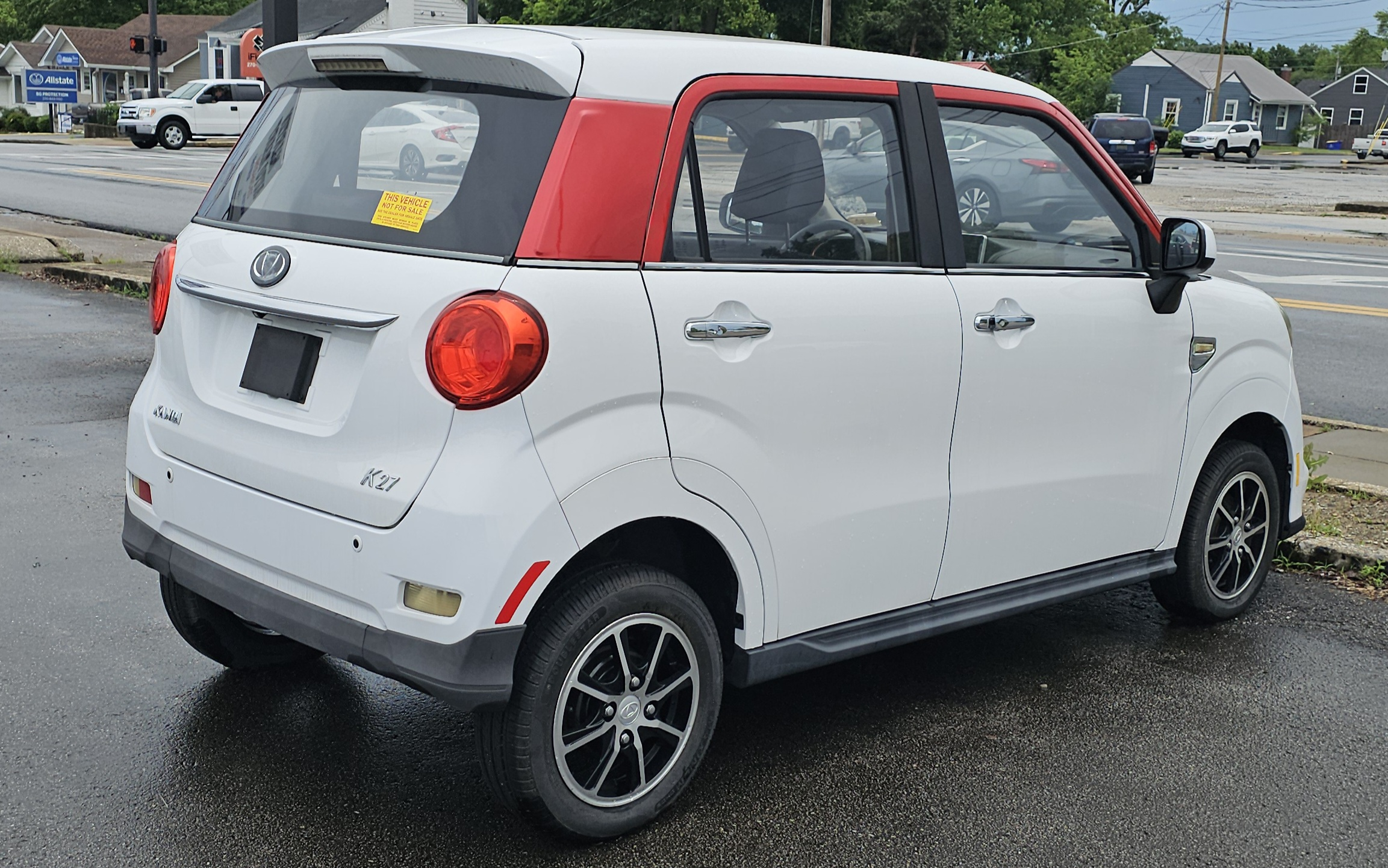
Kandi K27 - tył

Kandi K27 – elektryczny samochód osobowy klasy miejskiej wyprodukowany pod chińską marką Kandi w 2018 roku.

## Historia i opis modelu
W sierpniu 2018 roku Kandi rozpoczęło sprzedaż nowego, niewielkiego modelu samochodu elektrycznego w formie 5-drzwiowego hatchbacka. Pod kątem stylistycznym, samochód zyskał szeroko rozstawione, okrągłe reflektory, a także imitację wlotu powietrza w kształcie trapezu. Okrągłe lampy pojawiły się także z tylnej części nadwozia.

### Sprzedaż
Kandi K27 jest pierwszym w historii firmy pojazdem, który razem z większym K23 poza wewnętrznym rynkiem chińskim miał trafić do sprzedaży także w Stanach Zjednoczonych. Po federalnych ulgach podatkowych, z ceną 12 299 dolarów za najtańszy egzemplarz K27 będzie najtańszym nowym samochodem elektrycznym do kupienia w tym kraju. Przedsięwzięcie nie doszło do skutku.

### Dane techniczne
Układ napędowy K27 tworzy bateria o pojemności 17,69 kWh, która zapewnia maksymalny zasięg na jednym ładowaniu wynoszący maksymalnie 160 kilometrów. 